# Zindlenspitz
Der Zindlenspitz ist eine Bergspitze in den Schwyzer Alpen auf 2097 m ü. M. zwischen dem Wägital und dem Oberseetal in der Schweiz. Wenige Meter östlich des Gipfels verläuft die Grenze zwischen den Kantonen Schwyz (Gemeinde Innerthal) und Glarus (Glarus Nord).
Der Gipfel ist vom Wägitalersee her auf einer Gebirgswanderung erreichbar.